# Brzezina Sułowska
Brzezina Sułowska (niem. Breschine-Sulau, 1936 - 1945 Birkweiler) – wieś w Polsce położona w województwie dolnośląskim, w powiecie milickim, w gminie Milicz.

## Podział administracyjny
W latach 1975–1998 miejscowość administracyjnie należała do województwa wrocławskiego.